# Darkthrone
Darkthrone — норвезький метал-гурт із Колботна, Норвегія. Створений у 1986 році як дез-метал-гурт під назвою Black Death у 1991 році Darkthrone змінив стиль на блек-метал під впливом Bathory та Celtic Frost і став одним із провідних гуртів норвезької блек-метал сцени.
Перші три блек-метал альбоми гурту — A Blaze in the Northern Sky (1992), Under a Funeral Moon (1993) і Transilvanian Hunger (1994) — іноді називають «Несвята Трійця».  Вони вважаються вершиною кар'єри гурту і одними з найвпливовіших альбомів у блек-металі.
Darkthrone став дуетом Fenriz і Nocturno Culto після того, як гітарист Zephyrous (Івар Енгер) покинув гурт в 1993 році. Починаючи з 2006 року, їхня музика відходила від традиційного стилю блек-метал і містила більше елементів традиційного хеві-металу, панку та спід-металу, останні альбоми також містять елементи дум-металу.

## Історія

### Роки дез-металу (1986—1991)
Гурт був створений наприкінці 1986 року в Колботні, маленькому містечку на південь від Осло. Це був дез-метал-гурт під назвою Black Death, членами якого були Ґілве Нагелл, Івар Енгер і Андерс Рісбергет. Їхніми головними джерелами натхнення були Autopsy, Venom, Hellhammer, Celtic Frost, Slayer і Nocturnus. Наприкінці 1987 року гурт змінив назву на Darkthrone і до нього приєднався Даг Нільсен. Тед Скеллум приєднався навесні 1988 року. Протягом 1988 та 1989 років гурт незалежно випустив чотири демо-записи: Land of Frost, A New Dimension, Thulcandra та Cromlech.
Згодом вони підписали контракт із незалежним звукозаписним лейблом Peaceville Records із контрактом на чотири альбоми. 1990 року Darkthrone записав свій перший студійний альбом Soulside Journey. Через невеликий бюджет на запис гурт не міг дозволити собі ту студію, яку вони хотіли, але вони змогли записати свій альбом на Sunlight Studios. Попри те, що альбом виконаний у стилі дез-метал, на ньому були присутні деякі елементи блек-металу.

### Роки блек-металу (1991—2004)

#### Роки раннього блек-металу (1991—1994)
Протягом 1991 року під впливом Євронімуса з Mayhem Darkthrone прийняли естетичний стиль, який представляв блек-метал-сцену, наносячи корпспейнт на обличчя та працюючи під псевдонімами. Ґілве Нагелл став «Fenriz», Тед Скеллум став «Nocturno Culto», а Івар Енгер став «Zephyrous». У серпні 1991 року вони записали свій другий альбом, який вийшов на початку 1992 року під назвою A Blaze in the Northern Sky. Альбом містив перші блек-метал-записи Darkthrone, і Peaceville Records спочатку скептично поставилися до його випуску через різкий відхід Darkthrone від їхнього оригінального стилю дез-метал.  Після запису альбому басист Даг Нільсен залишив гурт, оскільки він не хотів грати блек-метал.
Третій альбом гурту, Under a Funeral Moon, був записаний влітку 1992 року та вийшов на початку 1993 року. Він ознаменував повний перехід Darkthrone у стиль блек-метал і вважається віхою для розвитку жанру в цілому. Цей альбом також став останнім альбомом, на якому брав участь гітарист Zephyrous.
Четвертий альбом Transilvanian Hunger вийшов у лютому 1994 року. Це був перший альбом Darkthrone, у якому було лише два учасники, Nocturno Culto та Fenriz. Fenriz записав партії усіх інструментів, а Nocturno Culto виконав роль вокаліста. З цього моменту гурт залишиться дуетом. Transilvanian Hunger характеризувався дуже «сирим» стилем запису та монотонними рифами із невеликою кількістю мелодії. Вихід альбому викликав певну суперечку, адже половину його текстів написав норвезький блек-металіст Варґ Вікернес, а буклет альбому містив фразу «Norsk Arisk Black Metal», що перекладається як «Норвезький арійський блек-метал».

#### З Moonfog Records (1995—2004)
У 1995 році Darkthrone вирішили перейти до іншого незалежного лейбла, Moonfog Productions, для наступних випусків своїх альбомів. Лейблом керував Satyr з гурту Satyricon.
Їхній п'ятий альбом, Panzerfaust, вийшов у 1995 році. Його продюсування схоже на альбом Transilvanian Hunger, і Fenriz так само приписують усі інструменти та написання пісень, тоді як Nocturno Culto знову виконав вокальні партії. Слова до треку «Quintessence» написав Варґ Вікернес. Шостий альбом гурту, Total Death, вийшов у 1996 році та знаний тим, що містить тексти, написані чотирма іншими блек-металістами, і жодного з них не написав головний автор текстів гурту Fenriz.
У 1999 році Darkthrone випустили альбом Ravishing Grimness, а у 2001 році — наступний альбом Plaguewielder. Тоді як у Transilvanian Hunger і Panzerfaust були пісні, написані переважно Fenriz, ці два альбоми містили пісні, майже повністю написані Nocturno Culto, і обидва вони були записані в студії Ронні Ле Текре в Тотені, Норвегія. Це пояснює дещо «чистіший» звук на цих записах.
У 2003 році гурт випустив альбом Hate Them. Попри те, що ця і наступна платівка містять електронні вступи, вони залишаються вірними ранньому блек-метал стилю Darkthrone. Sardonic Wrath вийшов у 2004 році. Це був останній альбом гурту з Moonfog Productions і останній, записаний суто в стилі black metal. Цей альбом був номінований на Норвезьку нагороду Alarm Awards.

### Роки панк-металу 2005—2010
У 2005 році Darkthrone підтвердили, що повернулися до Peaceville Records після того, як покинули лейбл у 1994 році. Вони також заснували власний лейбл Tyrant Syndicate Productions для випуску своїх майбутніх альбомів. Щоб відсвяткувати їхнє повернення, Peaceville перевидав компіляцію Preparing for War з бонусним компакт-диском із демо та DVD із живими виступами. Перші чотири альбоми Darkthrone також були перевидані з відеоінтерв'ю про кожен з них.
У січні 2006 року гурт випустив мініальбом Too Old, Too Cold, який містить трек «High on Cold War» у виконанні вокаліста Enslaved Грютла Келлсона. EP також містив кавер на пісню «Love in a Void» від Siouxsie and the Banshees.  Вперше у своїй кар'єрі гурт зняв кліп на заголовний трек EP. Too Old, Too Cold також стала першою платівкою Darkthrone, яка потрапила в чарти, і потрапила до топ-15 найпродаваніших синглів у Норвегії та Данії. Того ж року Darkthrone випустили свій одинадцятий альбом The Cult Is Alive. Платівка позначила зміну в стилі гурту, оскільки музика містив риси панк-року. Хоча блек-метал коріння Darkthrone все ще було очевидним, їхній відхід від типового звучання жанру був помітнішим. The Cult Is Alive був першим альбомом Darkthrone, який з'явився в альбомному чарті Норвегії, дебютувавши під номером 22.
У липні 2007 року гурт випустив мініальбом NWOBHM (акронім від «Нова хвиля блек-хеві-металу», алюзія на назву «Нова хвиля британського хеві-металу») як анонс свого наступного альбому. У вересні того ж року Darkthrone випустили альбом FOAD (акронім від Fuck Off and Die). Ця фраза використовувалася багатьма гуртами треш-металу і панку протягом 1980-х років. Хоча музика частково продовжувала панк-орієнтований стиль, який був представлений на The Cult Is Alive, цього разу гурт більше зосередився на традиційному хеві-металі.
Також у тому ж 2007 році Nocturno Culto закінчив і випустив The Misanthrope, фільм про блек-метал і життя в Норвегії. Робота містить деякі його власні сольні записи. У жовтні 2008 року вийшов альбом Dark Thrones and Black Flags, у якому використано майже той же стиль, що й попередній альбом. 2010 року гурт випустив платівку Circle the Wagons, яка містила набагато менш помітні риси краст-панку, натомість помітнішими були елементи спід-металу і хеві-металу.

### Нові експерименти зі звучанням (2010-дотепер)
У липні 2012 року Darkthrone анонсували новий альбом під назвою The Underground Resistance. Він вийшов 25 лютого 2013 року.  Цей альбом продемонстрував повний відхід гурту від блек-металу і був виконаний у стилі класичного хеві-металу та спід-металу. 14 жовтня 2016 року гурт випустив свій 16-й студійний альбом під назвою Arctic Thunder. Це стало ще одним музичним експериментом гурту. Альбом має сиріше звучанням, що нагадує альбоми гурту 90-х років, але, як і попередня платівка, характеризується класичним металевим стилем.
У березні 2019 року Darkthrone оголосили про випуск свого сімнадцятого студійного альбому Old Star, який вийшов 31 травня того ж року. Альбом характеризується дум-метал звучанням з очевидним впливом Candlemass. Вісімнадцятий студійний альбом гурту Eternal Hails…… вийшов 25 червня 2021 року через Peaceville Records на фізичних носіях і цифрових платформах. У музичному плані альбом є продовженням експериментів гурту з традиційним дум-металом, знову з сильним впливом Candlemass і помітним натхненням від інших гуртів, таких як Trouble і Black Sabbath.

## Склад
Поточні учасники
- Fenriz (Ґілве Нагелл) — ударні, гітара, бас-гітара, клавішні, вокал, тексти пісень (1986–дотепер)
- Nocturno Culto (Тед Скеллум) — вокал, гітара, бас-гітара, тексти пісень (1988–дотепер)

Колишні учасники
- Андерс Рісбергет — гітара (1986–1988)
- Zephyrous (Івар Енгер) — гітара (1987–1993)
- Даг Нільсен — бас-гітара (1988–1991)

## Дискографія
| Рік  | Назва                        | Примітки                                    |
| ---- | ---------------------------- | ------------------------------------------- |
| 1991 | Soulside Journey             | Єдиний альбом гурту у стилі дез-метал.      |
| 1992 | A Blaze in the Northern Sky  | Останній альбом з басистом Дагом Нільсеном. |
| 1993 | Under a Funeral Moon         | Останній альбом з басистом Іваром Енгером.  |
| 1994 | Transilvanian Hunger         |                                             |
| 1995 | Panzerfaust                  |                                             |
| 1996 | Total Death                  |                                             |
| 1999 | Ravishing Grimness           |                                             |
| 2001 | Plaguewielder                |                                             |
| 2003 | Hate Them                    |                                             |
| 2004 | Sardonic Wrath               |                                             |
| 2006 | The Cult Is Alive            | Позначив зміну в музичному стилі.           |
| 2007 | F.O.A.D.                     |                                             |
| 2008 | Dark Thrones and Black Flags |                                             |
| 2010 | Circle the Wagons            |                                             |
| 2013 | The Underground Resistance   |                                             |
| 2016 | Arctic Thunder               |                                             |
| 2019 | Old Star                     |                                             |
| 2021 | Eternal Hails......          |                                             |
| 2022 | Astral Fortress              |                                             |
| 2024 | It Beckons Us All.......     |                                             |